# 진산세고
진산세고(晉山世稿)는 조선 초기의 문신인 사숙재 강희맹이 조부 통정 강회백, 부 완역재 강석덕, 인재 강희안이 지은 행장과 시문을 1권으로 하고, 강희안의 양화소록 1권을 합하여 4권 1책으로 엮어 성종 7년에 목판본으로 간행된 것이다. 1998년 12월 18일 대한민국의 보물 제1290호로 지정되었다.

## 개요
진산세고는 조선 전기의 문신인 강희맹(1424∼1483)을 비롯하여 3대에 걸친 인물들의「행장」,「서발」,「시문」,「시문집발」을 수록한 것으로, 성종 7년(1476)에 간행된 것으로 짐작된다.
강희맹은 세종 29년(1447) 문과에 18살의 나이로 장원급제한 뒤 종부시주부, 예조좌랑과 정랑, 예조와 이조의 참의 예조와 형조의 판서 등을 거쳐 좌찬성의 벼슬에까지 올랐다. 인품이 겸손하고 치밀하여 일을 잘 처리하였으며, 당대의 뛰어난 문장가였다. 저서로 『금양잡록』, 『촌담해이』 등이 있다.
이 책은 강희맹의 할아버지 강회백, 아버지 강석덕과 조선시대 유명한 화가였던 형 강희안의 행장과 시문을 각각 1권으로 하고 강희안이 지은 『양화소록』1권을 합하여 전 4권으로 엮었다. 책의 첫머리에는 신숙주, 최항, 정창손의 서문이 실려있고, 책 끝에는 김종직, 서거정 등의 발(跋)이 있다. 권1은 강회백의 행장과 그의 시문집이고, 권2는 강석덕의 행장과 그의 시문집이며, 권3은 강희안의 행장과 그의 시문집이다. 권4는 강희안의 『양화소록』이 수록되어 있다.
『진산세고』로 전하는 책이 더러 있기는 하나, 이 책은 원본이며 지금까지 알려진 여러 판 가운데 가장 오래된 것이다. 또한 그 시대 대가들의 글이 실려있어 역사 및 학술자료로서 가치가 높다.

## 보물 지정사유
조선 초기의 문신인 사숙재 강희맹(1424~1483)이 할아버지 통정 강희백(1357~1402), 아버지 완이재 강성덕(1395~1459), 형 인재 강희안(1417~1464)의 행장과 시문을 각각 1권으로 하고, 형 강희안이 지은 양화소록 1권을 합하여 전 4권으로 엮은 강씨 삼세고(三世稿)이다. 전산세고는 전본(傳本)이 더러 있긴 하나, 이책은 원간본의 초쇄로 보이며, 진산세고의 여러 판 중 가장 오래된 것이다. 다른 본에는 진산세고이진목발(晉山世稿移晉牧跋)과 진산세고발(晉山世稿跋)은 실려있지 않았다.
따라서 진산세고는 지금까지 알려진 조선시대의 세고 가운데 가장 빠른 시기의 것이라는 점과 화훼분야의 전문서적 중 가장 오래된 양화소록의 수록, 비록 시문집이기는 하나 조선 초기 당대 대가들의 서발이 많을 뿐 아니라, 신숙주·최항·정창손의 서가 있다는 점 등에서 역사적·학술적 자료로서의 가치가 높다고 평가된다.

## 같이 보기
- 강희맹

## 참고 자료
- 진산세고 - 국가유산청 국가유산포털
- 본 문서에는 서울특별시에서 지식공유 프로젝트를 통해 퍼블릭 도메인으로 공개한 저작물을 기초로 작성된 내용이 포함되어 있습니다.